# Bosilovo
Bosilovo (in macedone Општина Босилово?) è un comune rurale della Macedonia del Nord di 14 260 abitanti (dato 2002). La sede comunale è nella località omonima. Nel 2003 il comune di Murtino è stato incluso nel territorio di Bosilovo.

## Geografia fisica
Il comune confina con Vasilevo a nord-ovest, con Berovo a nord-est, con Novo Selo a sud-est e Strumica a sud-ovest

## Società

### Evoluzione demografica
In base al censimento del 2002 la popolazione è così suddivisa dal punto di vista etnico:
- Macedoni = 13 649
- Turchi = 495
- Altri = 116

## Località
Il comune è formato dall'insieme delle seguenti località:
- Bosilovo (sede comunale)
- Štuka
- Borievo
- Drvoš
- Ednokukjevo
- Gečerlija
- Hamzali
- Ilovica
- Petralinci
- Radovo
- Robovo
- Saraj
- Sekirnik
- Staro Baldovci
- Turnovo
- Banjsko
- Monospitovo
- Murtino
- Sačino